# 贝尔德 (科罗拉多州)
贝尔德（英語：Berthoud），是美国科罗拉多州拉里默尔县和韋爾德縣下属的一座城市。建市于1888年8月28日，面积大约为11.556平方英里（29.929平方公里）。根据2010年美国人口普查，该市有人口5,105人。2011年估计该市有人口5,206人，相比2010年人口增长率为1.98%。同时，论人口该市是科罗拉多州第74大城市。